# Анто Бабић
Анто Бабић (Граховик код Травника, 3. јануар 1899 — Сарајево, 12. јануар 1974) је био босанскохерцеговачки историчар.

## Биографија
Филозофски факултет је завршио у Загребу 1923. године, а затим био гимназијски професор у Сарајеву.
Учествовао је у НОР-у, а после преласка на слободну територију 1943, постао је члан Председништва ЗАВНОБиХ-а и члан АВНОЈ-а. Министар просвете је био у првој Влади НР Босне и Херцеговине и потпредседник Президијума Народне скупштине НР БиХ.
Године 1950—1970. био је редовни професор на Филозофском факултету у Сарајеву и први декан тог факултета. Редовни је члан под оснивања Научног друштва БиХ, а касније и његов секретар, затим члан АНУБиХ, а од 1965. дописни члан САНУ. Оснивач је и члан Друштва историчара БиХ.
Пре Другог светског рата објављивао је чланке из области историје, претежно у сарајевском Прегледу. Написао је уџбеник Историја народа ФНРЈ — Средњи вијек. Нарочито се бавио историјом средњовековне Босне.